# Live Cream
Live Cream – album koncertowy grupy Cream nagrany w marcu 1968 r. i wydany w kwietniu 1970 roku.

## Historia i charakter albumu
Album prawie w całości (utwory 1–4) został nagrany podczas amerykańskiego tournée grupy po USA w czasie trzech jego marcowych występów w hali widowiskowej Winterland w San Francisco oraz w hali widowiskowej Fillmore West także w San Francisco. 
Utwór piąty powstał w czasie sesji nagraniowej do albumu Disraeli Gears.
Koncertowe utwory umieszczone na tym albumie świadczą, że czasami chaos i próby siłowego przekazu górowały nad wyjątkowymi wówczas umiejętnościami muzyków.

## Muzycy
- Eric Clapton – gitara, wokal
- Jack Bruce – wokal, gitara basowa
- Ginger Baker – perkusja, instrumenty perkusyjne

## Spis utworów
| 1. | N.S.U. (Jack Bruce) (10 marca 1968)                  | 10:13 |
|    |                                                      |       |
| 2. | Sleepy Time Time (Jack Bruce/Godfrey) (9 marca 1968) | 6:50  |
|    |                                                      |       |
| 3. | Sweet Wine (Ginger Baker/Godfrey) (10 marca 1968)    | 15:08 |
|    |                                                      |       |
| 4. | Rollin' and Tumblin' (Muddy Waters)¹ (7 marca 1968)  | 6:36  |
|    |                                                      |       |
| 5. | Lawdy Mama (Trad./Aranż. Eric Clapton)²              | 2:47  |
|    |                                                      |       |
|    |                                                      | 41:34 |
|    |                                                      |       |
¹Muddy Waters nie jest autorem tego utworu tylko tej wersji
²Utwór pochodzi z sesji nagraniowej do Disraeli Gears; nie jest więc koncertowy

## Opis płyty
- Producent – Felix Pappalardi (1–4); Ahmet Ertegün i Robert Stigwood (5)
- Nagranie  – 7 marca 1968 w Fillmore West w San Francisco (4); 9, 10 marca 1968 w Winterland w San Francisco (1–3); studio – sesja do Disraeli Gears w 1967 r. (5)
- Inżynierowie nagrywający – Adrian Barber, Tom Dowd i Bill Halverson
- Remiks – Adrian Barber
- Wydanie – kwiecień 1970
- Czas – 41 min. 34 sek.
- Projekt okładki – Loring Eutemey
- Fotografie – Stephen Paley
- Firma nagraniowa – Polydor Records (Wielka Brytania); ATCO (USA)
- Numer katalogowy – 827 577 (Polydor); 33328 (ATCO)

Wznowienia
- Cyfrowy remastering do wydania na cd – Dennis M. Drake
- Studio – PolyGram Studios
- Firma nagraniowa – Polydor
- Numer katalogowy – 827 577-2 Y-1